# Nuclei Iniziativa Proletaria Rivoluzionaria
I Nuclei Iniziativa Proletaria Rivoluzionaria furono un gruppo terrorista di stampo comunista nato nel 1999 con l'avvento delle Nuove Brigate Rosse.

## Le tesi e le azioni
Le prime azioni vennero fatte durante quella che definirono la «ristrutturazione del capitalismo italiano» ed il «progressivo smantellamento dello statuto dei lavoratori» durante i governi Berlusconi, Prodi e D'Alema, accusati da NIPR e Nuove BR di essere dei governi fantoccio della Confindustria italiana, e in concomitanza della guerra del Kosovo, che veniva accusata di essere una guerra imperialista contro la Jugoslavia, fatta dagli USA e dalla NATO per depredare e sfruttare l'Europa orientale.
La prima azione venne realizzata a Roma e fu un pacco bomba contro la sede della Confindustria, causando alcuni danni. Subito dopo l'omicidio D'Antona vennero realizzati alcuni pacchi bomba contro le sedi romane di Forza Italia ed Alleanza Nazionale, nelle quali vennero distrutti i portoni d'ingresso, senza però causare vittime. Altri pacchi bomba vennero lanciati contro alcune sedi NATO in Italia, anche queste però non causarono gravi danni. Ci fu anche un attentato fallito contro l'Istituto Affari Internazionali (IAI) nel 2001, con la bomba che esplose di notte e distrusse completamente il portone blindato della sede di via Brunetti a Roma.